# Воладор
Воладо́р (исп. el juego del Volador), ритуальный танец-игра у индейцев Месоамерики: пять участников — воладорес (исп. volador — летун), — в костюмах, имитирующих птичье оперение, находятся на круглой вращающейся площадке, установленной на вершине столба. Четверо, привязанные к площадке длинными тросами, прыгают с неё, совершая полёт по кругу, в то время как пятый играет на флейте.

## Происхождение
Танец воладор — один из самых популярных ритуалов, сохранившихся после колонизации Америки испанцами, хотя и не является танцем в строгом смысле слова. В настоящее время сохраняется у науа и тотонаков на севере штатов Пуэбла и Веракрус.
Происхождение танца относится к среднему доклассическому периоду. Его изображения найдены на погребальной керамике в мексиканских штатах Колима, Халиско и Наярит. Впоследствии, вероятно, в связи с культами плодородия и жертвоприношений ритуал распространился на культуру тольтеков, а затем ацтеков, которые внесли в него элементы солнечного культа.
Согласно легенде тотонаков, однажды на земле наступила великая засуха, и пятеро юношей решили сообщить об этом богу плодородия Шипе Тотеку, чтобы тот послал дождь и напитал землю водой. Тогда они пошли в лес и нашли самое высокое и прямое дерево, возле которого провели всю ночь в посте и мольбах, прося дух дерева помочь им.
На следующий день они срубили дерево, принесли в деревню и установили в подходящем месте, принеся ритуальные дары. Затем юноши украсились перьями, чтобы походить на птиц и привлечь внимание Шипе Тотека, залезли на столб и, обвязавшись вокруг пояса лозой, отправились в свой молитвенный полет под звук барабана и флейты.

## Ритуал
Для проведения ритуала на столбе высотой 25-30 метров устанавливается небольшая деревянная платформа, рама и ось, обеспечивающая вращение. На раме крепятся тросы, к которым за пояс привязываются четыре танцора, олицетворяющие четыре стороны света, а также четыре стихии: огонь, воду, воздух и землю. Посередине, на вершине столба, находится пятый участник, старший, который играет на барабане и флейте и координирует исполнение танца. По сигналу старшего четверо воладорес переворачиваются вниз головой и, держась ногой за трос, совершают 13 оборотов вокруг столба, постепенно опускаясь, что символизирует падение дождя. 13 оборотов, умноженные на 4 танцора, дают в итоге число 52, которое обозначает 52-летний календарный цикл. Ритуал заканчивается, когда участники касаются земли.
Ритуал воладор не ограничивается одним танцем, поскольку подготовка столба окружена большой торжественностью. Первоначально использовались стволы деревьев только трех пород: Zuelania guidonia, Aspidosperma megalocarpon (арараканга) и Carpodiptera amelia, благодаря прочности древесины. Однако из-за неумеренной вырубки их количество сократилось. Перед тем как срубить дерево, проводится особый обряд, чтобы попросить прощения у леса за то, что забирают жизнь у одного из деревьев, и принести ему дары, в то время как воладорес танцуют вокруг дерева. Старший начинает рубить дерево и затем передает топор, так что в рубке участвуют все присутствующие. По традиции ствол не должен касаться земли вплоть до места «посадки», и перед тем, как вкопать ствол, в яму кладут подношения. Установка также сопровождается музыкой.